# Uniwersytet Techniczny w Queensland

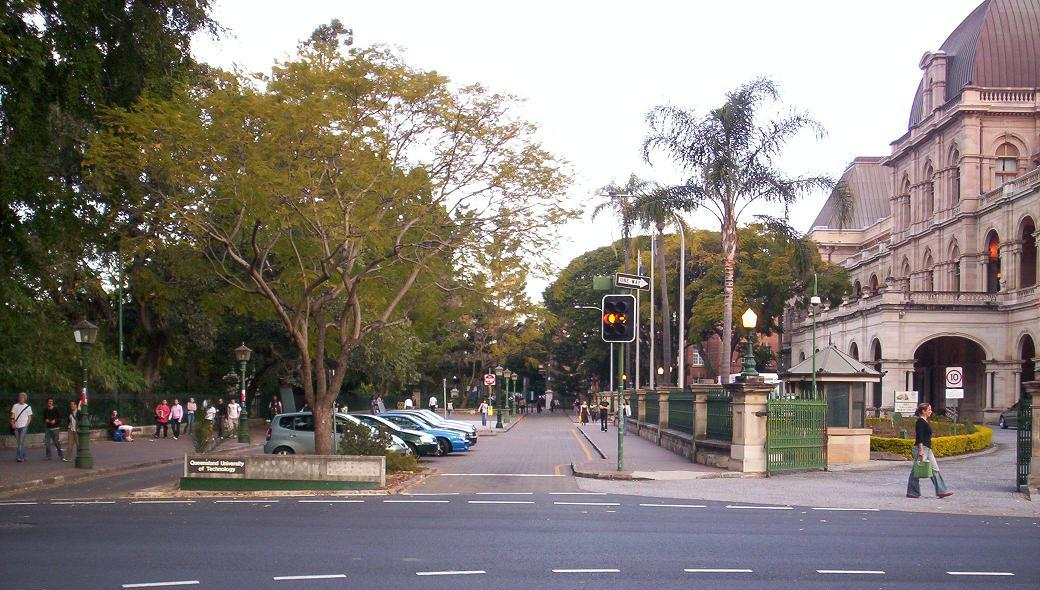
Wejście na główny kampus (budynek widoczny po prawej to gmach Parlamentu Queensland

Uniwersytet Techniczny w Queensland, Queensland University of Technology – australijska państwowa uczelnia z siedzibą w Brisbane. 
Kształci ok. 50 tysięcy studentów, co daje jej pozycję największej pod względem liczebnym instytucji szkolnictwa wyższego w stanie Queensland. Uczelnia powstała w 1908 roku pod nazwą Central Technical College. W obecnym kształcie funkcjonuje od 1989, kiedy to uzyskała status uniwersytetu i obecną nazwę. Zatrudnia ok. 2200 pracowników naukowych. Zasadniczo priorytetem jej działalności naukowo-dydaktycznej są nauki techniczne i ścisłe, jednak oferuje również kierunki studiów spoza tych dziedzin. 

## Struktura
Uczelnia składa się z następujących wydziałów:
- Wydział Budownictwa i Inżynierii
- Wydział Biznesu
- Wydział Kreatywnego Przemysłu
- Wydział Edukacji
- Wydział Zdrowia
- Wydział Prawa
- Wydział Nauk Ścisłych i Technologii